# 남문로 (광주)
남문로(Nammun-ro)는 광주광역시 동구 선교동 너릿재터널와 동구 학동남광주사거리을 잇는 광주광역시의 도로이다.

## 주요 경유지
광주광역시
- 동구 (선교동 . 지원동 . 학동)

## 노선
| 이름               | 접속 노선            | 소재지         | 소재지         | 소재지         | 비고           |
| 화보로 와 직결     | 화보로 와 직결       | 화보로 와 직결 | 화보로 와 직결 | 화보로 와 직결 | 화보로 와 직결 |
| ------------------ | -------------------- | -------------- | -------------- | -------------- | -------------- |
| 너릿재터널         |                      | 광주광역시     | 동구           | 선교동         |                |
| 교동교             |                      | 광주광역시     | 동구           | 선교동         |                |
| 내지 교차로        | 너릿재로             | 광주광역시     | 동구           | 지원동         |                |
| 소태교             |                      | 광주광역시     | 동구           | 지원동         |                |
| 원지교             |                      | 광주광역시     | 동구           | 지원동         |                |
|                    | 학동                 | 광주광역시     | 동구           |                |                |
| 증심사입구역사거리 | 남문로701번길 의재로 | 광주광역시     | 동구           |                |                |
| 남광주 교차로      | 필문대로 대남대로    | 광주광역시     | 동구           |                |                |
| 제봉로 와 직결     |                      |                |                |                |                |

## 주요 건물 및 시설
- 현대오일뱅크 주남주유소 (광주광역시 동구 선교동 남문로 350)
- E1 반디가스 지원점 (광주광역시 동구 선교동 남문로 397)
- GS칼텍스 삼영아름주유소 (광주광역시 동구 지원동 남문로 523)
- 스타벅스 광주지원DT점 (광주광역시 동구 지원동 남문로 529)
- 신협 친광신협 본점 (광주광역시 동구 지원동 남문로 553)
- 농협 남광주농협 하나로마트 지원점 (광주광역시 동구 지원동 남문로 558)
- 농협 지원동지점 (광주광역시 동구 지원동 남문로 558)
- 광주소태동우체국 (광주광역시 동구 지원동 남문로 562)
- 소태역시외버스정류소 (광주광역시 동구 지원동 남문로 575)
- 현대자동차 학동대리점 (광주광역시 동구 지원동 남문로 576)
- SK에너지 남문충전소 (광주광역시 동구 지원동 남문로 615)
- LG전자 베스트샵 광주학동점 (광주광역시 동구 지원동 남문로 643)
- 베스킨라빈스 광주학동점 (광주광역시 동구 학동 남문로 664)
- 농협 학동지점 (광주광역시 동구 학동 남문로 666)
- HD현대오일뱅크 주남주유소 (광주광역시 동구 선교동 남문로 350)
- GS칼텍스 삼영아름주유소 (광주광역시 동구 지원동 남문로 523)
- 스타벅스 광주지원DT점 (광주광역시 동구 지원동 남문로 529)
- 신협 친광신협 본점 (광주광역시 동구 지원동 남문로 553)
- 농협 남광주농협 하나로마트 지원점 (광주광역시 동구 지원동 남문로 558)
- 농협 지원동지점 (광주광역시 동구 지원동 남문로 558)
- 광주소태동우체국 (광주광역시 동구 지원동 남문로 562)
- 소태역시외버스정류소 (광주광역시 동구 지원동 남문로 575)
- 현대자동차 학동대리점 (광주광역시 동구 지원동 남문로 576)
- SK에너지 남문충전소 (광주광역시 동구 지원동 남문로 615)
- 프로미카월드 광주동구구점 (광주광역시 동구 지원동 남문로 639)
- LG전자 베스트샵 광주학동점 (광주광역시 동구 지원동 남문로 643)
- 베스킨라빈스 광주학동점 (광주광역시 동구 학동 남문로 664)
- 농협 학동지점 (광주광역시 동구 학동 남문로 666)
- KTCS 학동직영점 (광주광역시 동구 학동 남문로 672)
- CU 학동중앙점 (광주광역시 동구 학동 남문로 674)
- 올리브영 광주학동점 (광주광역시 동구 학동 남문로 678)
- 광주은행 학운동지점 (광주광역시 동구 학동 남문로 678)
- 롯데리아 광주학동점 (광주광역시 동구 학동 남문로 682)
- SK텔레콤 대광대리점 학동점 (광주광역시 동구 학동 남문로 683)
- LG유플러스 학운점 (광주광역시 동구 학동 남문로 687)
- 파리바게뜨 학동삼성점 (광주광역시 동구 학동 남문로 689)
- 신협 광주동부신협 본점 (광주광역시 동구 학동 남문로 689)
- 신협 방림신협 학동지점 (광주광역시 동구 학동 남문로 714)
- 기아자동차 동광주지점 (광주광역시 동구 학동 남문로 718)
- CU 광주학동점 (광주광역시 동구 학동 남문로 746)
- 이디야 광주학동점 (광주광역시 동구 학동 남문로 760)